# Zalagan
Zalagan is een videospel dat werd ontwikkeld door Nick Pelling voor de platforms Commodore 64 en Commodore 128. Het spel werd in 1989 uitgegeven door Firebird. Het schietspel kan met een of twee spelers gespeeld worden. Het speltype is Shoot 'em up. Het spel lijkt op Space Invaders.